# Planetární kůra
Planetární kůra je vnější pevná vrstva planety. Rozlišuje se většinou pouze u terestických planet, u plynných obrů se nenachází. Pro vznik planetární kůry je zapotřebí, aby planeta prošla někdy ve své historii etapou planetární diferenciace. Planetární kůra je obecně tvořena z hornin menší hustoty než jsou tvořeny hlubší vrstvy. Pokud je uvnitř planety dostatek energie k roztavení vnitřních hornin (jako u Země), pak může planetární kůra plovat na vnitřních vrstvách.
U některých měsíců planet došlo také k vnitřní diferenciaci, vnější pevná vrstva se nazývá měsíční kůra.

## Planetární kůra u planet sluneční soustavy

### Merkur

Vnitřní stavba planety Venuše: 1) kůra 2) plášť 3) jádro

Průměrná hustota kůry planety se pohybuje okolo 3 000 kg/m3 a je tvořena převážně ze silikátového materiálu. Její mocnost je nejspíše okolo 100 kilometrů.
Kůra byla v minulosti přetvářena sopečnou činností, protože se na povrchu Merkuru nacházejí rozsáhlé hladké plochy pravděpodobně tvořené čedičem.

### Venuše
Kůra Venuše je silná přibližně 35 km. Existuje teorie, že Venuše neuvolňuje vnitřní energii pohyby tektonických desek jako Země, ale namísto toho v pravidelných intervalech vyvíjí masivní vulkanickou činnost, vlivem které se její povrch zalévá čerstvou lávou. Tuto teorii podporuje skutečnost, že nejstarší geomorfologické útvary na povrchu jsou staré pouze 800 milionů let, zatímco zbytek povrchu je mladšího data (řádově několik stovek milionů let). V současnosti se předpokládá, že Venuše je stále vulkanicky aktivní v izolovaných geologických obdobích. Předpokládá se, že téměř 90 % povrchu tvoří nedávno utuhlá vrstva čedičové lávy,která je pouze zřídka porušena meteorickými krátery. Malý počet impaktních poruch napovídá, že povrch planety byl v nedávné době značně přeměněn vlivem sopečné aktivity.

### Země

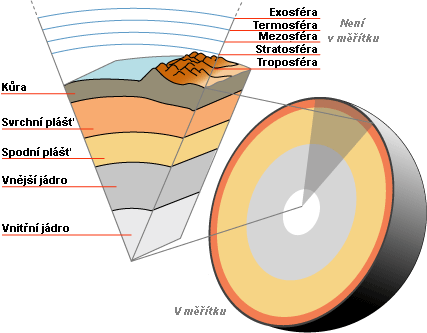
Stavba planety Země

Mocnost (tloušťka) zemské kůry se pohybuje od 6 km do 70 km. Nejsilnější je na kontinentech pod pohořími, nejtenčí (6 - 8 km) pod oceány, kde chybí žulová vrstva. Dokonce existují oblasti, kde se zemská kůra vůbec nenachází.
Během vývoje Země se do kůry z pláště přesunuly lehce tavitelné a specificky lehčí složky, především sloučeniny Si, K, Al, Ca, Na apod. Průměrná hustota kůry je 2 850 kg/m³.
Zemská planetární kůra je rozbita na tektonické desky, které plovou na spodních vrstvách. V místech dotyku těchto desek se nachází tektonicky aktivní oblasti.

### Mars

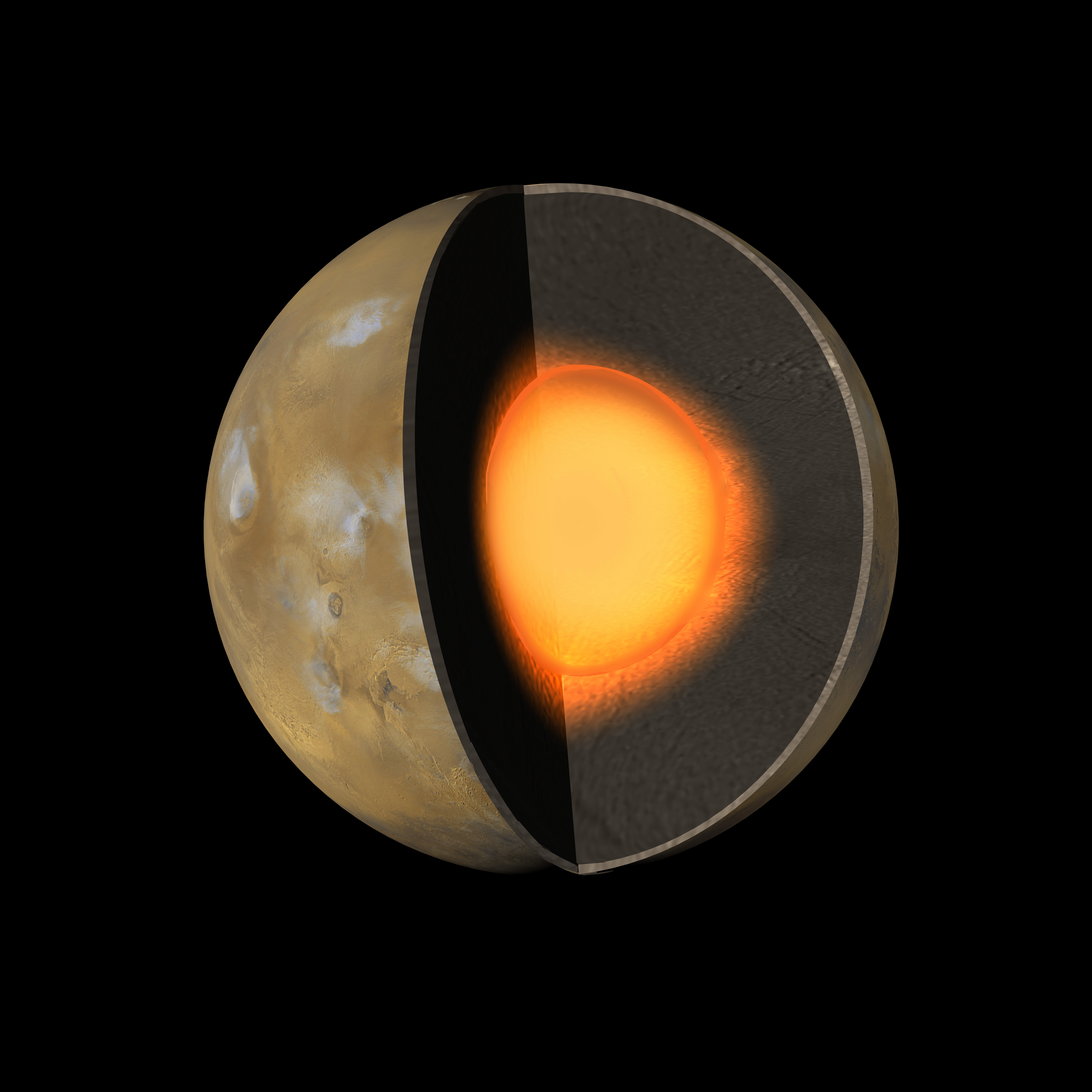
Geologická stavba Marsu je podobná jako Země. Na povrchu kůra, pod ní plášť a uprostřed jádro (umělecká představa)

Z měření sondy Mars Global Surveyor vyplývá, že za předpokladu, že je hustota kůry 2 900 kg/m3, je minimální střední mocnost kůry 45 km. Na jižní polokouli by byla průměrná tloušťka ~60 km a na severní ~30 km, s maximem v oblasti Tharsis přesahujícím 80 km (zde došlo ). Jiné analýzy gravitačního pole a topografie Marsu ale naznačují, že skutečná mocnost kůry může být i vyšší – pokud platí předpoklad, že oblast jižních vysočin vznikla velmi brzy v historii a místní topografie nebyla později modifikována, je odhadovaná střední mocnost kůry na 57±24 km.Na základě analýzy geochemických i geofyzikálních dat je také možné stanovit maximální střední mocnost kůry, která je ~100 km. Všechny tyto údaje naznačují, že kůra na Marsu je obecně silnější než kůra na Zemi, což může souviset s absencí deskové tektoniky na rudé planetě.